# Estrada de Ferro Bragantina
A Estrada de Ferro Bragantina foi uma ferrovia paulista de bitola métrica, inaugurada em 1884, que inicialmente ligava os trilhos da São Paulo Railway, em Campo Limpo Paulista a cidade de Bragança Paulista. Posteriormente foi adquirida pela São Paulo Railway SPR e prolongada até Vargem, na divisa com Minas Gerais. Foi extinta no ano de 1967, sob administração do governo paulista.

## História

### Fundação
No começo do século XIX, Bragança, como boa parte do interior paulista, possuía grandes fazendas de café (na época, a maior riqueza nacional) e buscavam alternativas para o escoamento da produção até o Porto de Santos, com destino a exportação. Em outubro de 1859, ingleses da São Paulo Railway Company obtiveram concessão para construir a primeira estrada de ferro do estado: a São Paulo Railway (SPR). Inaugurada em 1867, esta ferrovia ligou o porto de Santos a Jundiaí, passando pela Serra do Mar e pela capital paulista.
Os ingleses se interessavam somente pelo tronco principal de exportação entre Santos a Jundiaí, pois sabiam da dificuldade de qualquer outra ferrovia teria para transpor o obstáculo natural da Serra do Mar e chegar ao litoral. Logo, esta ferrovia passou a ser a principal via para se escoar o café produzido em São Paulo. Sendo assim, todas as outras ferrovias que surgiram posteriormente (quase sempre buscando as regiões cafeeiras paulistas), direta ou indiretamente desembocavam na SPR. A Estrada de Ferro Bragantina não fugiu à regra, sendo construída pelos fazendeiros da cidade de Bragança Paulista, que tinham interesse nas facilidades proporcionadas ao escoamento da produção das fazendas ao porto.
Em 22 de dezembro de 1878, foram iniciados os trabalhos de construção da linha que partia da Estação Campo Limpo Paulista da São Paulo Railway, em direção a cidade de Bragança. Depois de as obras serem completamente paralisadas por quase dois anos, foram novamente iniciadas em 2 de janeiro de 1884. Em 4 de maio do mesmo ano, abriu-se ao tráfego o primeiro trecho da linha até Atibaia.
Em 15 de Agosto de 1884, inaugurou-se o tráfego em toda a Estrada de Ferro Bragantina com a chegada da linha até a Estação de Bragança Paulista, com 51,548 km de extensão. A bitola métrica (1,00 m) foi a escolhida e o raio mínimo das curvas era de 118 metros. O custo total da estrada elevou-se a 2.388:000$. A diferença de bitolas entre a E.F. Bragantina (1,00 m) e a SPR (1,60 m) exigiam caras baldeações entre as composições na Estação Campo Limpo Paulista.

### Aquisição pela São Paulo Railway
A Companhia Mogiana de Estradas de Ferro planejou em 1889, construir uma nova linha tronco fora da área de privilégio da SPR, partindo de sua linha em Amparo, passando por Bragança, seguindo o lado paulista aos pés da Serra da Mantiqueira, cortando o Vale do Paraíba até chegar ao Porto de São Sebastião, criando acesso das plantações de café paulista a outro porto de escoação para o exterior, quebrando o monopólio da São Paulo Railway Company. O primeiro obstáculo (de ordem legal) seria cruzar a zona de privilégio da Estrada de Ferro Bragantina, que evidentemente teria muito a ganhar com a nova linha em bitola métrica, ligando diretamente a um porto.
Nessa época a estrada já apresentava problemas financeiros, porém, em 1895 suas ações foram adquiridas por um grupo capitalista de São Paulo, liderados por Luís de Oliveira Lins de Vasconcelos. Os anos seguintes foram marcado por um jogo de interesses envolvendo a São Paulo Railway e a Companhia Mogiana, até que os administradores da SPR souberam do projeto da Companhia Mogiana e fizeram uma oferta definitiva a Lins de Vasconcelos.
Em 21 de Agosto de 1903, a São Paulo Railway Company adquiriu a Estrada de Ferro Bragantina, extinguindo-se a "Companhia Bragantina", e passando a ser chamado Ramal Bragantina.
Em 1913 a SPR expandiu a ferrovia com o prolongamento da linha-tronco até a Estação Bandeirantes (Vargem), na divisa com Minas Gerais, impossibilitando definitivamente a passagem de outra ferrovia na região sem ferir as proteções legais de concessão.
Em janeiro de 1914, foi aberto o Ramal de Piracaia ligando a Estação de Caetetuba a Piracaia, passando pela cidade de Atibaia, num total de 30,6 km de extensão.
Com a crise de 1929, as exportações de café caem verticalmente, registram-se falências de cafeicultores. A malha ferroviária paulista, construída em função do escoamento do café, entra progressivamente em decadência.

### Extinção
Em setembro de 1946, a São Paulo Railway passa à União, integrando posteriormente a Rede Ferroviária Federal (RFFSA). Em 1948, houve um plano da Rede Mineira de Viação para unir a ponta de linha em Vargem, a Belo Horizonte, construindo linhas de união entre Vargem, Pouso Alegre, Campanha, Três Corações, Aureliano Mourão, Divinópolis e Belo Horizonte no intuito de unir as capitais paulista e mineira. Porém o projeto não avançou.
O único ramal que a "Inglesa" manteve em seus noventa anos de funcionamento (a Bragantina), é repassado ao Estado de São Paulo em 1949, por se tratar de uma concessão estadual. Em 1958 surge a Rodovia Fernão Dias, fato que sela definitivamente a sorte da Estrada de Ferro Bragantina. Ainda assim a ferrovia sobreviveu até 1967, com seu movimento reduzido.
Em maio de 1967, o trecho entre Bragança e Vargem foi suprimido. Em 21 de junho, seu último trem circula e o que restava do tronco da Bragantina foi desativado, depois de muitos anos de prejuízos. Os trilhos foram retirados não muitos anos depois.

## Dados estatísticos
| Ano              | Passageiros transportados | Animais, bagagens, encomendas e mercadorias(TKU) | Carga geral (TKU) |
| ---------------- | ------------------------- | ------------------------------------------------ | ----------------- |
| 1959             | 768.000                   | 1.674,4                                          | 1.401,05          |
| 1960             | 674.000                   | 1.290,5                                          | 1.160,2           |
| 1961             | 662.000                   | 1.075                                            | 949,5             |
| 1962             | 623.000                   | 909                                              | 809,7             |
| 1963             | 599.000                   | 915,2                                            | 816,3             |
| 1964             | 686.000                   | 825,1                                            | 722,8             |
| 1965             | 686.000                   | 960,9                                            | 852               |
| 1966             | 745.000                   | 957,4                                            | 878               |
| 1967 (até junho) | 150.000                   | 303                                              | 286,7             |